# کلارنس کوب
کلارنس کوب (انگلیسی: Clarence Kolb؛ ‏ ۳۱ ژوئیهٔ ۱۸۷۴ – ۲۵ نوامبر ۱۹۶۴) هنرپیشه اهل ایالات متحده آمریکا بود.
از فیلم‌ها یا برنامه‌های تلویزیونی که وی در آن نقش داشته است، می‌توان به شهره شهر نیویورک، خشم، شکوفه در غبار، طلا جایی است که شما آن را پیدا می‌کنید، دنده آدام، منشی همه‌کاره او، به دنبال مرد لاغر و ولز فارگو اشاره کرد.